# Норман Ллойд
Норман Ллойд (англ. Norman Lloyd, при народженні Норман Перлмуттер, англ. Norman Perlmutter; 8 листопада 1914, Джерсі-Сіті, Нью-Джерсі — 11 травня 2021, Лос-Анджелес, Каліфорнія) — американський актор, продюсер та режисер.

## Життєпис
Народився 8 листопада 1914 року в Джерсі-Сіті, Нью-Джерсі, в єврейській родині, яка мешкала в Брукліні, Нью-Йорк. Його батько Макс Перлмуттер (1890—1945) був бухгалтером, пізніше — власником меблевої крамниці, мати — Седі Горовіц Перлмуттер (1892—1987) була бухгалтером, пізніше домогосподаркою. Також у родині були дві дочки — Рут (1918—1962) та Дженіс (1923—2021). Отримавши середню освіту, Норман вступив на юридичний факультет Нью-Йокського університету, який покинув після другого курсу. На театральній сцені був з 17 років.  1939 року отримав запрошення до Голлівуду. 1942 року виконав роль нацистського агента у фільмі Альфреда Гічкока «Диверсант», потім з'явився у його фільмі «Заворожений» (1945), а також став режисером і асоціативним продюсером його серіалу «Альфред Гічкок представляє».
У 1950-х, 1960-х та 1970-х роках багато працював у якості режисера та продюсера на телебаченні. Як актор з'явився більш ніж у 60 фільмах та серіалах, в тому числі у «Вогнях рампи» (1952) Чарлі Чапліна, «Спілці мертвих поетів» (1989) Пітера Віра та «Епоха невинності» (1993) Мартіна Скорсезе. Успішною стала його роль доктора Деніела Ауслендера у серіалі «Сент-Елсвер» (1982—1988). Востаннє з'явився на екрані в 100-річному віці у фільмі «Дівчина без комплексів» 2015 року.
Норман Ллойд помер 11 травня 2021 року в себе вдома у Лос-Анджелесі, Каліфорнія, в 106-річному віці.

## Особисте життя
Норман Ллойд 75 років прожив у шлюбі з бродвейською акторкою Пеггі Крейвен (уроджена Маргарет Хірсданскі). Їхній шлюб — один з найтриваліших в історії Голлівуду. Вона пішла з життя 30 серпня 2011 року у 98-річному віці. У подружжя народилось двоє дітей, син Майкл та дочка — акторка Джозі Ллойд (1940—2020).
З 8-річного віку захоплювався тенісом, припинив грати у липні 2015 року після травми на корті. Покинув водити автомобіль 2014 року — за наполяганням сина.

## Вибрана фільмографія
Актор:

| Рік       |   | Українська назва                           | Оригінальна назва                               | Роль                                            |
| --------- | - | ------------------------------------------ | ----------------------------------------------- | ----------------------------------------------- |
| 1942      | ф | Диверсант                                  | Saboteur                                        | Френк Фрай                                      |
| 1945      | ф | Заворожений                                | Spellbound                                      | містер Гермес                                   |
| 1949      | ф | Місце злочину                              | Scene of the Crime                              | Сліпер                                          |
| 1951      | ф | Він біг всю дорогу                         | He Ran All the Way                              | Ел Молін                                        |
| 1951      | ф | М                                          | M                                               | Сатро                                           |
| 1952      | ф | Вогні рампи                                | Limelight                                       | Бодалінк                                        |
| 1977      | ф | Чужа дочка                                 | Audrey Rose                                     | доктор Стівен Лірскомб                          |
| 1980      | ф | Оголююча бомба                             | The Nude Bomb                                   | Каррузерс                                       |
| 1982—1988 | с | Сент-Елсвер                                | St. Elsewhere                                   | доктор Деніел Ауслендер                         |
| 1985      | с | Сутінкова зона: Останній захисник Камелоту | The Twilight Zone: The Last Defender of Camelot | Мерлін                                          |
| 1986—1993 | с | Вона написала вбивство                     | Murder, She Wrote                               | Едвард Сент-Колд / Філіпп Аркхем / Ллойд Маркус |
| 1989      | ф | Спілка мертвих поетів                      | Dead Poets Society                              | містер Нолан                                    |
| 1991      | ф | Подорож честі                              | Kabuto                                          | отець Васко                                     |
| 1993      | ф | Епоха невинності                           | The Age of Innocence                            | містер Леттербаєр                               |
| 1993      | с | Зоряний шлях: Наступне покоління           | Star Trek: Next Generation                      | професор Річард Гален, археолог                 |
| 1997—2003 | с | Практика                                   | The Practice                                    | Ашер Сілверман                                  |
| 1998—2001 | с | Сім днів                                   | Seven Days                                      | доктор Айзек Ментнор                            |
| 2000      | ф | Пригоди Рокі і Булльвінкля                 | The Adventures of Rocky and Bullwinkle          | президент Воссамотта                            |
| 2005      | ф | Хочу бути тобою                            | In Her Shoes                                    | професор літератури                             |
| 2010      | с | Американська сімейка                       | Modern Family                                   | Дональд                                         |
| 2015      | ф | Дівчина без комплексів                     | Trainwreck                                      | Норман                                          |

Режисер:
- 1958—1962 — Альфред Гічкок представляє (телесеріал) / Alfred Hitchcock Present (19 епізодів)
- 1971 — Коломбо: Жінка в очікуванні / Columbo: Ledy in Waiting
- 1972 — Карола (телефільм) / Carola